# Мемориальный музей Первой конной армии
Мемориальный музей Первой конной армии — музей, находящийся в селе Великомихайловка Новооскольского района Белгородской области в доме, где 6 декабря 1919 года Революционный военный совет принял решение о создании Первой конной армии под командованием Семёна Михайловича Будённого.

## История
Дом в котором теперь находится Мемориальный музей Первой конной армии был построен в 1882 году, сапожником, жителем села Слободы Великомихайловская Андреем Михайловичем Кравцовым. На балке-матице до сих пор сохранилась надпись Б.Б.С.Д.С — Божьим благословлением сей дом строился. был освящен ноября 13. 
1 декабря 1919 года, С.М. Буденный прибывает в слободу, где и занимает этот дом в качестве штаба и находится в слободе примерно неделю. 
Создан в 1939 году как клуб имени Сталина, позднее став музеем, а в 1954 году был переименован в Мемориальный музей Первой конной армии. В 2007 году находился на ремонте. Музей работает со вторника по воскресенье с 9 до 18 часов, в пятницу с 9 до 20 часов.

## Экспозиция
Включает в себя документы, отражающие создание и боевой путь Первой конной армии. В музее находятся личные вещи С.М. Буденного, его маршальская гимнастерка, сёдла. Шашка и Парадная шинель Клима Ворошилова и многие другие экспонаты времён гражданской войны. Среди документов: воспоминания бойцов Первой Конной Армии, послужные списки; красноармейские книжки, в том числе С. М. Будённого; благодарности; мандаты; удостоверения; плакаты гражданской войны; фотографии; фонограммы и кинофильмы.  Музей хранит топографические карты боевой славы Первой конной армии.

## Интересные факты
В музее хранятся личные вещи командиров Первой конной Армии, в том числе наусник С. М. Будённого, подаренный музею в 1979 году. В 2021 году произошел Капитальный ремонт и благоустройство территории. 